# Moldova Nouă
Moldova Nouă là một thị xã thuộc hạt Caraș-Severin, România. Dân số thời điểm năm 2002 là 13912 người.